# 澄江粘体虫
澄江粘体虫（学名：Myxosoma chengkiangensis）为粘体科粘体虫属的动物。在中国，分布于云南等，营寄生生活，寄生在瓣结鱼的鳃。